# 志土地真優
志土地 真優（しどち まゆ）、1997年6月22日 - ）は、日本の女子レスリング選手。三重県四日市市出身。至学館大学卒業。ジェイテクト所属。旧姓名は向田 真優（むかいだ まゆ）。2021年開催の東京オリンピック レスリング 女子フリースタイル53kg級金メダリスト。既婚。

## 経歴
幼少期は母や姉の影響で空手をしていたが、ブラジリアン柔術をしていた父に勧められ5歳でレスリングに転向した。小学校時代からレスリングの才能を示し、小学2年生（2005年）で三重県大会を制して初めての金メダルを手にし、全国少年少女選手権大会では4連覇を達成、日本レスリング協会事務局次長の菅芳松の目に留まり、JOCエリートアカデミー入校の推薦を得る。小学校時代は四日市ジュニアレスリングクラブに所属し、2つの道場を掛け持ちしていた。2010年4月、エリートアカデミーに入校する。入校1年目の2010年は2位に終わることが多く、優勝できたのは1戦だけであった。2011年12月4日、全国中学選抜選手権52kg級で優勝し女子の最優秀選手に贈られる大会会長賞を受賞した。
2012年5月29日、2020年夏季オリンピックの東京招致の新たなエンブレムとスローガンが発表され、向田もその席にエリートアカデミーの生徒4人のうちの1人として出席し、「自分ももっと練習をして、同じ舞台で戦ったり、オリンピックで金メダルを取りたいです。」とコメントした。8月、アゼルバイジャンのバクーで開催された世界カデット選手権52kg級で優勝を飾った。
2013年8月、島原復興アリーナで開かれた全国高等学校総合体育大会（高校総体）で女子52kg級に出場し優勝する。女子レスリング競技は2013年に公開競技になったばかりであり、同種目での最初の勝者となった上、最優秀選手の表彰も受けた。同月にセルビア・ズレニャニンで開かれた世界カデット選手権で52kg級に出場し、決勝でロシアのLuiza Suleymanovaをわずか58秒で破り金メダルを獲得した、2連覇を達成した。同年12月21日の全日本選手権51kg級では宮原優に6-3でリードしていたものの、最後の1秒で3点の大技を決められ優勝を逃した。
2014年3月1日、スウェーデンのクリッパン女子国際大会カデットの部52kg級を3年連続で制覇し、5月にはアジアカデット選手権52kg級で中国のXie Yaを破り優勝、南京ユースオリンピック出場権を獲得する。6月の全日本選抜選手権53kg級では準決勝で入江ななみ（九州共立大学）に敗れたものの、田中亜里沙（早稲田大学）に勝利し3位入賞を果たした。
2014年8月26日、南京ユースオリンピックに52kg級で出場、1次リーグを3戦全勝してトップで通過し決勝ではアゼルバイジャンの選手と対戦、第1ピリオド開始から10秒でタックルでポイントを取るなど終始リードして金メダルを獲得した。
2015年1月、ロシアのクラスノヤルスクで開かれたヤリギン国際大会で準優勝し、2月15日、クリッパン女子国際大会のシニアの部53kg級で中国の選手を破って優勝、初のシニア国際大会での勝利を収めた。これらの成績により、世界レスリング連合（UWW）が3月3日に発表した2月現在の世界ランキングで53kg級の10位にランクインした。2016年の世界ジュニアでは55kg級に出場すると、全試合をテクニカルフォール勝ちして優勝を飾った。続いて、非オリンピック種目のみの開催となった世界選手権でも、決勝のロシア選手をはじめ全試合をテクニカルフォール勝ちして19歳で優勝を果たした。なお、JOCエリートアカデミー出身者として初の世界チャンピオンになった。その直後に開催された全日本レスリング選手権大会で初優勝を飾った。2017年8月の世界選手権では決勝まで進むも、ベラルーシのバネサ・カラジンスカヤとの対戦では序盤に6-0でリードしながらその後次々とポイントを取られると、終了間際に逆転されて2位に終わり今大会2連覇はならなかった。続くワールドカップでは決勝の中国戦を始め全勝してチームの優勝に貢献した。2018年のワールドカップでも優勝した。世界選手権では決勝でベラルーシのザリナ・シダコワにテクニカルフォール勝ちして2年ぶり2度目の優勝を飾った。。全日本選手権ではオリンピック階級の53㎏級に出場して優勝した。2019年6月の全日本選抜選手権では決勝で世界チャンピオンの奥野春菜を2-1で破って、世界選手権代表に選ばれた。世界選手権では決勝で北朝鮮のパク・ヨンミにテクニカルフォール負けを喫して2位にとどまったが、メダルを獲得したことによりオリンピック代表権を獲得した。
2020年2月のアジア選手権では決勝でカザフスタンの選手に逆転のフォール負けを喫して2位だった。同年3月に至学館大学を卒業し、4月に自動車部品・機械メーカーのジェイテクトに入社した。
2021年8月の東京オリンピックでは、決勝で中国の龐倩玉と対戦。第1ピリオドが終わった時点で0-4で劣勢にいたものの、第2ピリオドで5点を取り、5-4で龐を破って金メダルを獲得した。
東京オリンピック レスリング 女子フリースタイル53kg級において金メダルを獲得した功績をたたえ、2022年1月4日、三重県四日市市の四日市市役所前に記念のゴールドポスト（第44号）が設置された（ゴールドポストプロジェクト）。
2022年4月に九州共立大学の大学院スポーツ学研究科（スポーツ心理学専攻）に入学した。6月の全日本選抜選手権では階級を55㎏級に上げて優勝した。9月の世界選手権55kg級では決勝でウクライナの選手を10－0のテクニカルフォールで破るなど、全試合を無失点で優勝した。12月の全日本選手権ではオリンピック階級の53㎏級に出場するも、準決勝で元世界チャンピオンの奥野春菜に敗れて3位だった。
2023年6月の全日本選抜選手権では準々決勝で元世界チャンピオンの藤波朱理にフォール負けを喫して、パリオリンピック出場は極めて厳しくなった。
UWW世界ランキングは2位（2023年12月現在）。

## 人物
タックルを得意とし、攻撃的なプレースタイルが特徴である。吉田沙保里と同じ階級であり、代表合宿では吉田と練習を共にしていた。吉田は向田に小学生の頃から声をかけており、「体幹が強く、バランスもよい」と評している。
三重県四日市市立泊山小学校、東京都北区立稲付中学校、私立安部学院高等学校卒業。オリンピックで金メダル獲得を果たすため、有望選手に英才教育を施す日本オリンピック委員会（JOC）のエリートアカデミーに中学1年から親元を離れて入校した。入校当初は家族や幼馴染のいない寮生活で涙することも多かったが、次第に克服した。入校後にユースオリンピックの存在を知り、優勝を目標に練習を重ね、実際に優勝を果たした。
東京オリンピック終了後の2021年8月18日、以前から婚約していた自身のコーチでもある志土地翔大と結婚した。

## 主な優勝歴

### 日本国内大会
- 全国少年少女レスリング選手権大会 - 2006年（小3・28kg級）[47]、2007年（小4・33kg級）[48]、2008年（小5・36kg級）[49]、2009年（小6・40kg級）[50]
- 全国中学生レスリング選手権大会女子52kg級 - 2011年、2012年[3]
- ジュニアクイーンズカップ52kg級 - 2011年、2012年[3]
- 全日本女子オープンレスリング選手権大会中学生52kg級 - 2010年[51]、2012年[3]
- 全国高等学校総合体育大会女子52kg級 - 2013年[12]
- 全日本レスリング選手権大会女子55kg級 - 2016年[28]。
- ジュニアクイーンズカップ女子55kg級 - 2017年[28]。
- 全日本選抜女子55kg級 - 2017年[28]。
- 全日本レスリング選手権大会女子55kg級 - 2017年[28]。
- 全日本選抜女子55kg級 - 2018年[28]。女子53kg級 - 2019年[28]。女子55kg級 - 2022年[28]
- 全日本レスリング選手権大会女子53kg級 - 2018年[28]。

### 国際大会
- レスリング世界カデット選手権女子52kg級 - 2012年[3]、2013年[4][5]
- ユースオリンピック女子52kg級 - 2014年[20]
- クリッパン女子国際大会53kg級 - 2015年[22]
- レスリング世界ジュニア選手権女子55kg級 - 2016年[28]。
- レスリング世界選手権女子55kg級 - 2016年[28]。
- ヤリギン国際大会53kg級[52]。
- アジア選手権 - 2017年[28]。
- ワールドカップ - 2017年[28]。
- ワールドカップ - 2018年[28]。
- レスリング世界選手権女子55kg級 - 2018年[28]。
- 2020年東京オリンピック レスリング女子53kg級 - 2021年
- レスリング世界選手権女子55kg級 - 2022年[28]。

## 受賞歴
- 東京スポーツ奨励賞[53]（2014年11月[54]）
- 三重県スポーツ賞栄誉大賞新人賞（2015年2月[55]）
- 大府市スポーツ功労賞（2017年11月2日[56]）
- 大府市スポーツ栄誉賞（2021年8月27日[57]）
- 刈谷市市民栄誉賞（2021年8月31日[58]）
- 紫綬褒章（2021年）[59]